# Naporościak chrobotkowy
Naporościak chrobotkowy (Lichenoconium pyxidatae (Oudem.) Petr. & Syd.) – gatunek grzybów z klasy Dothideomycetes. Grzyb naporostowy.

## Systematyka i nazewnictwo
Pozycja w klasyfikacji według Index Fungorum: Lichenoconium, Lichenoconiaceae, Lichenoconiales, Incertae sedis, Dothideomycetes, Pezizomycotina, Ascomycota, Fungi.
Po raz pierwszy opisał go w 1900 r. Cornelius Anton Jan Abraham Oudemans nadając mu nazwę Coniothyrium pyxidatae. Obecną nazwę nadali mu Franz Petrak i Hans Sydow w 1927 r.
Nazwa polska według Wiesława Fałtynowicza.

## Morfologia
Znany tylko w postaci anamorfy. Tworzy rozproszone lub w luźnych skupiskach pyknidia o średnicy 50–80(–100) µm, o kształcie kulistym lub zbliżonym do kulistego. Są częściowo zanurzone w podłożu lub powierzchowne. Ściana ciemnobrązowa, złożona z komórek o średnicy 7–10 µm. Komórki konidiotwórcze (5–)6–9(–11) x 1,5–2,5(–3) µm. Konidioforów brak. Komórki konidiotwórcze (5–)6–9(–11) x 1,5–2,5(–3) µm. Konidia brązowe do ciemnobrązowych, kuliste do krótko elipsoidalnych, wyraźnie ścięte u podstawy, niewyraźnie brodawkowate (2-) 2,5–3,5(–4) x 2–3 µm.
Naporościak chrobotkowy prawdopodobnie występuje tylko na chrobotkach, co zawęża możliwość pomyłki. Należy jednak zachować ostrożność przy identyfikacji tego gatunku, gdyż na chrobotkach mogą występować jeszcze dwa inne gatunki z rodzaju Lichenoconium; naporościak plamisty (Lichenoconium erodens) i Lichenoconium usneae. Odróżniają się wyraźnie mniejszymi pyknidiami i węższymi komórkami konidiogennymi.

## Występowanie i siedlisko
Podano występowanie  Lichenoconium lecanorae na wielu stanowiskach w Europie i mniej licznie nw Ameryce Północnej i Azji. W Polsce podano kilka jego stanowisk na kilku gatunkach z rodzaju Cladonia (chrobotek). Grzyb pasożytniczy.